# Kelly Chiavaro
Kelly Chiavaro (Saint-Eustache, Quebec, Canadá, 3 de julio de 1996) es una futbolista canadiense con pasaporte italiano. Juega como guardameta y actualmente milita en el C. R. Flamengo del Campeonato Brasileño de Fútbol Femenino.

## Trayectoria
Hija de Antonio Chiavaro y Nathalie Lalonde, es de origen italiano (su abuelo paterno procedía de Campobasso, en Molise). Se licenció en Ciencias psicológicas y cerebrales. Militó en la Patriot League estadounidense con Colgate Raiders, equipo de fútbol femenino de la Universidad Colgate de Hamilton (Nueva York).
En 2020, fichó por el Maccabi Emek Hefer de la Ligat Al israelí. En julio de 2021, se mudó a Italia siendo contratada por el Napoli Femminile de la Serie A.

## Clubes
| Club               | País   | Año         |
| ------------------ | ------ | ----------- |
| Maccabi Emek Hefer | Israel | 2020 - 2021 |
| Napoli Femminile   | Italia | 2021 - 2022 |
| C. R. Flamengo     | Brasil | 2022 - Act. |